# Arthur Neves Júnior
Arthur Neves Júnior, mais conhecido como Neves (Serra Negra, 1907 – ?) foi um futebolista brasileiro que atuava como zagueiro.

## Carreira
Em agosto de 1930, foi registrado pela Ponte Preta. Passou também pela Portuguesa.
Entre 1933 e 1939, atuou pela Seleção Paulista.
Entre março de 1935 e 1941, atuou pelo Santos Futebol Clube. No Peixe, chegou a ser capitão, além de participar do primeiro título estadual do clube, em 1935.
A partir de 1936, passou também a arbitrar algumas partidas de futebol.
Arthur também foi multicampeão de bocha e dos fundadores do Serra Negra Esporte Clube.
Arthur foi homenageado em sua cidade natal, com o nome de uma via pública.

### Títulos
Santos
- Campeonato Paulista: 1935[25]

Seleção Paulista
- Campeonato Brasileiro de Seleções Estaduais: 1933